# Dithianon
Dithianon (ISO-naam) is een fungicide, dat in 1962 door het Duitse Merck AG werd geïntroduceerd. Het is een polycyclisch en heterocyclisch chinonderivaat met twee nitrilgroepen.
Het is werkzaam tegen een aantal bladziekten, waaronder schurft op appel- en perenbomen en bladvalziekte op aalbes en kruisbes. Het is minder werkzaam tegen valse meeldauw op wijnstokken en hop en niet werkzaam tegen echte meeldauw.
Dithianon bestaat uit bruine kristallen en is weinig oplosbaar in water. Het wordt gewoonlijk verkocht als een waterdispergeerbaar granulaat, dit zijn korreltjes die met water worden gemengd en dan verspoten.